# Gediminas Orelik
Gediminas Orelik (Šiauliai, 14 de mayo de 1990) es un baloncestista lituano. Con 2,00 metros de estatura, juega en la posición de alero en el U-BT Cluj-Napoca de la Liga Națională rumana.

## Trayectoria deportiva

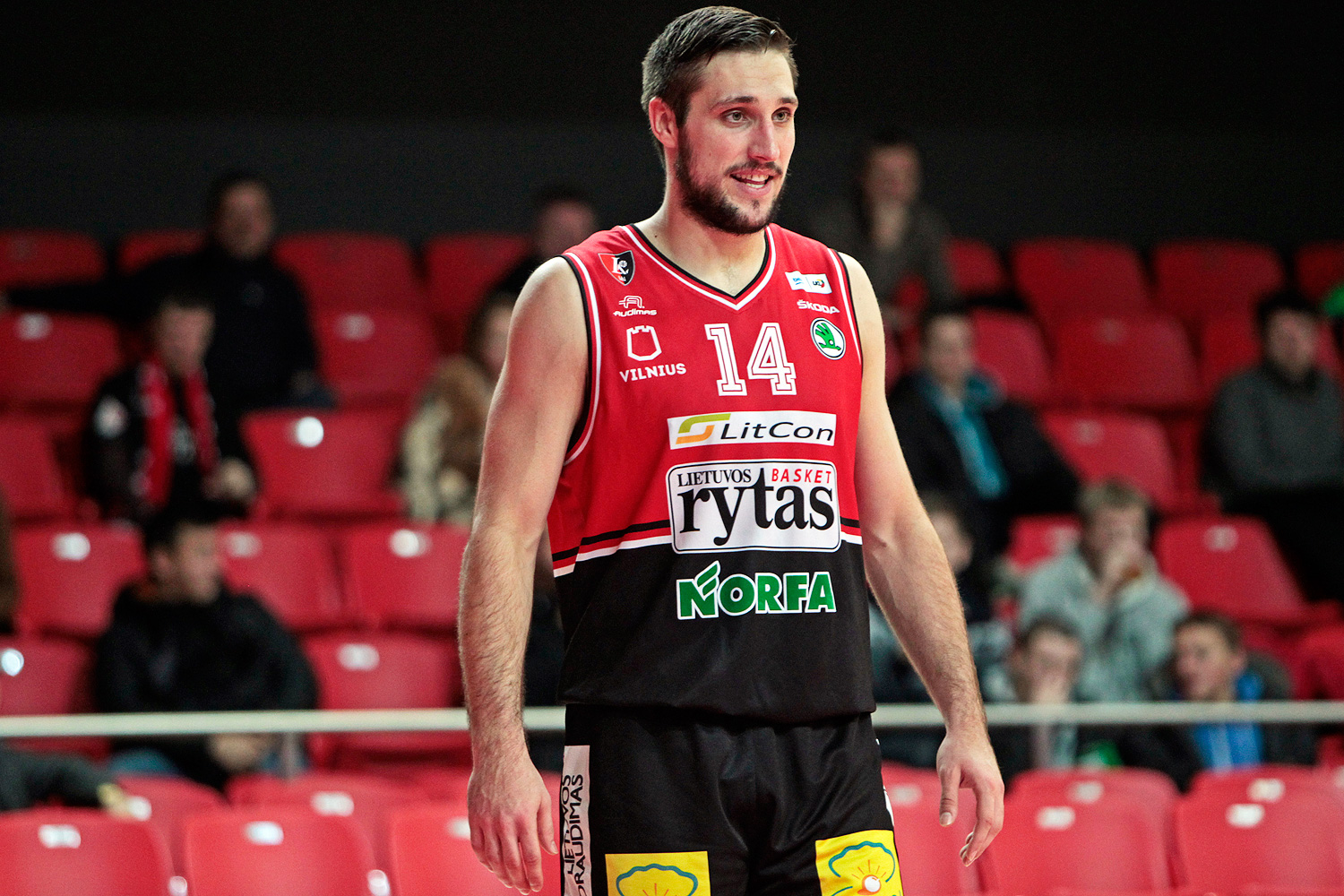
Gediminas Orelik en un partido.

### Profesional
Comenzó a jugar en las categorías inferiores del equipo de su ciudad, el BC Šiauliai, debutando con el primer equipo en la temporada 2006-07, pero las dos temporadas siguientes se marchó a jugar cedido, primero al BC Pieno žvaigždės y al año siguiente al Meresta Pakruojis, regresando en 2009 al Šiauliai, donde disputó 14 partidos, en los que promedió 5,8 puntos y 2,8 rebotes, hasta que en febrero de 2010 fichó por el K.K. Rūdupis Prienai, donde acabó la temporada promediando 11,0 puntos y 5,7 rebotes por partido.
Jugó en Prienai hasta 2013. En mayo de ese año se comprometió por dos temporadas con el BC Lietuvos rytas, tras haber sido elegido mejor jugador de la temporada y mejor jugador también de la Liga Báltica. En su primera temporada en su nuevo equipo no contó con demasiados minutos de juego, promediando 5,2 puntos y 2,4 rebotes por partido, pero ya al año siguiente sus estadísticas mejoraron hasta los 14,1 puntos y 3,9 rebotes por encuentro.
En agosto de 2016 fichó por el Bandırma Banvit de la liga turca.
En la temporada 2021-22, firma por el Krepšinio klubas Lietkabelis de la Lietuvos Krepšinio Lyga. Al año siguiente, el 19 de julio de 2022, firmó contrato con el Beşiktaş de la BSL turca. La temporada siguiente regresó al equipo lituano.

### Selección nacional
Fue un habitual con la selección de Lituania en categorías inferiores, desde sub-16 a sub-20, participando en diversos campeonatos de Europa y del Mundo. Logró la medalla de bronce en las Universiadas de 2011, en las que promedió 15,8 puntos y 5,2 rebotes por partido.